# アオバセセリ
アオバセセリ（青羽挵 Choaspes benjaminii）はチョウ目（鱗翅目）セセリチョウ科に属するチョウの一種。

## 概要
翅の色は緑青色で、後翅の端に橙黄色の範囲がある。前翅長は23-31mm。セセリチョウとしては日本国内で唯一青色の翅を持つ種である。
越冬態は蛹（稀に幼虫）。母蝶は卵を芽や若葉などにそれぞれ単独で産みつける。幼虫の食樹は、アワブキ、ヤマビワ、ミヤマハハソなど。幼虫は黄色と黒のしま模様の体に赤色の頭部を持つ芋虫姿をしている。食樹の葉を丸めて巣をつづりその中に棲む。
成虫は年2回、5-9月頃に発生する。温暖地では10月ごろに第3化が出る場合もある。

## 分布
本州（青森県深浦・三八地方）から沖縄にかけて分布。山地の林縁部や渓流沿いで見られる。
国外では東洋区、中国大陸、朝鮮半島。